# 性処理くらぶ
『性処理くらぶ』（せいしょりくらぶ）は、日本のアダルトゲームブランド・スワンマニアが2010年より発売している18禁アドベンチャーゲームのシリーズ作品。

## 概要
有限会社アセンドアイが発売するスワン系の各ブランドでは初のシリーズ作品である。
2008年以降のスワン系ブランドにおけるヒロインの妊娠を主題とする「ボテもえ」路線は第1作『いっぱいヌいてあげる♪』において一旦、鳴りを潜めていたが、第2作『コスって伸びる新人教育』ではヒロインが主人公の子供を妊娠する「ボテもえ」路線が復活している。

## スタッフ
- シナリオ - 月待兎
- 原画 - 桃竜
- 音楽 - Arp

## 登場人物
潘田 和人（はんだ かずと）
主人公。第1作『いっぱいヌいてあげる♪』では単に「和人」と呼ばれていたが、第2作『コスって伸びる新人教育』でフルネームが判明。多忙なため生身の異性に触れ合う機会が無く、意を決してネットで評判のファッションヘルス「ズリっ娘クラブ」へ入店。そこで知り合った店員の花音がすっかり気に入ってしまい、店へ通い詰めて他の店員には目をくれず花音だけを指名し続ける。『コスって伸びる新人教育』では「ズリっ娘クラブ」のオーナーとなった花音の要請で新人店員・杏美の教育担当を引き受けることに。
箕島 花音（みしま かのん）
第1作『いっぱいヌいてあげる♪』のヒロイン。身長151cm、スリーサイズはB 98 / W54 / H86。ファッションヘルス「ズリっ娘クラブ」の店員で、テクニシャンではないが童顔・巨乳でひたむきにご奉仕する。初めて来店した和人に気に入られ、やがて花音が目当てに店へ通い詰める和人とプライベートでも交際を始める。第2作『コスって伸びる新人教育』では昇進して「ズリっ娘クラブ」のオーナーに就任しており、和人に新人店員・杏美の教育担当を要請。身長は158cmに伸びている。
楠 杏美（くすのき あみ）
第2作『コスって伸びる新人教育』のヒロイン。身長155cm、スリーサイズはB 84 / W56 / H88。「ズリっ娘クラブ」の新人店員で、体格はスレンダー。ストレートの黒髪と大きなお尻がチャームポイント。自ら志願してこの業界に飛び込んだものの性体験はほとんど無く、オーナー・花音が店員時代に贔屓にしていた元常連客・和人が専属で杏美の新人教育を担当することに。

## 性処理くらぶ 〜いっぱいヌいてあげる♪〜
『性処理くらぶ 〜いっぱいヌいてあげる♪〜』（せいしょりくらぶ いっぱいヌいてあげる）は、2010年2月26日に発売されたシリーズ第1作。スワン系ブランドの低価格タイトルとしては2007年の『イケナイ妹Life』以来、2年半ぶりにヒロインが1人の作品である。

### プレイ一覧
本作では以下のプレイが選択可能。初期は3種類しか選べないが、日数を重ねるごとに体験済みのプレイにオプションが追加されると共に新しいプレイが解禁される。
- 手コキ
  - 玉アナル舐め
- 足コキ
  - ローション
- 尻コキ
  - パンツ侵入
- パイズリ
  - 一緒にお風呂
- フェラ
  - ぶっかけ
  - ごっくん
- 素マタ
  - スク水プレイ
- 乳搾り
  - お漏らしプレイ
- イラマチオ
  - 食道プレイ
- おしりのあな

プレイの解禁はエンディングの条件に直接影響せず、一通りのプレイを解禁した後に7日目のデートで提示される選択肢により2種類のエンディングへ分岐する。シリーズ上は2種類のエンディグの内、花音との結婚に至らずセックスフレンドとなる方のエンディングより第2作『コスって伸びる新人教育』へストーリーが続くことになる。

## 性処理くらぶ2 〜コスって伸びる新人教育〜
『性処理くらぶ2 〜コスって伸びる新人教育〜』（せいしょりくらぶツー コスってのびるしんじんきょういく）は、2010年8月27日に発売されたシリーズ第2作。3月に発売された『中出し孕ませ母娘どんぶり』に続いて、本作も従来のスワン作品では発売前に公開されるのが通例となっていたデモムービーが作成されていない。
ゲームシステムは基本的に前作のものを踏襲しているが、前作との相違点としてヒロイン・杏美が主人公の子供を妊娠した状態での性交（迎え棒）イベントや前作のヒロイン・花音を交えた3Pイベントなどが用意されている。

### 2のプレイ一覧
本作では以下のプレイが選択可能である。初期は3種類しか選べないが、日数を重ねるごとに体験済みのプレイにオプションが追加されると共に新しいプレイが解禁される点は前作と同様であるが、本作では1回目のプレイに際して要望を出した場合に2回目のプレイでその要望が反映されるものがいくつか存在する。
- 手コキ
  - 髪コキ
- 足コキ（オプションは1回目の選択肢で変化）
  - パンスト
  - ニーソ
- パイズリ
  - 体操着ローションマット
- 全身リップ
  - 玉アナル舐め
- フェラチオ
  - ごっくん
  - ぶっかけ
- 69
  - ピンクローター、バイブ
- オナニー
  - 放尿
- 素股
- コスプレ素股
- アナル弄り
  - AF